# سؤال نمایندگان مجلس از حسن روحانی
اولین سؤال نمایندگان مجلس از حسن روحانی در تاریخ ۶ شهریور ۱۳۹۷ و در مجلس دهم برگزار شد که با واکنش‌هایی از سوی حسن روحانی مواجه شد. این دومین بار در تاریخ ایران بود که نمایندگان مجلس از رئیس‌جمهور سؤال می‌کردند.
طرح دومین سؤال نمایندگان مجلس از حسن روحانی در تاریخ ۱۵ تیر ۱۳۹۹ و در مجلس یازدهم با امضای ۲۰۰ نماینده به هیئت رییسه مجلس تقدیم شد. نابسامانیهای اقتصادی در بازار ارز، مسکن، خودرو، عدم توجه دولت به بخش تولید، انحراف در هزینه کرد ارز ۴۲۰۰ تومانی و همچنین اشتباهات دستگاه سیاست خارجی در برجام از سوالات این طرح محسوب میشوند. 

## اولین سؤال

### زمینه
در روز چهارشنبه ۱۰ مرداد ۱۳۹۷ علی لاریجانی رئیس مجلس اعلام وصول سؤال ۸۰ نماینده از رئیس‌جمهور در پنج محور را قرائت کرد و گفت که رئیس‌جمهور موظف است طبق ماده ۲۱۳ آیین‌نامه حداکثر تا مدت یک ماه برای پاسخ به سوالات در مجلس حاضر شود. اینکه این پنج محور ذیل عناوین «عدم موفقیت دولت در کنترل قاچاق کالا و ارز»، «استمرار تحریم‌های بانکی»، «عدم اقدام شایسته دولت دربارهٔ کاهش نرخ بیکاری»، «رکود اقتصادی شدید چند ساله» و «افزایش شتابان نرخ ارز خارجی و کاهش شدید ارزش پول ملی» مطرح شده بود. در پاسخ به اعلام وصول سؤال از رئیس‌جمهوری از سوی مجلس، روحانی روز یکشنبه ۱۴ مرداد در نامه‌ای به علی لاریجانی با بیان اینکه طرح سؤال از رئیس‌جمهور نه «در چارچوب قانون اساسی» است و نه «در زمان و شرایط مناسب کشور»، گفت که برای پاسخ به سؤال نمایندگان در زمان مقرر به مجلس خواهد رفت. همچنین حسینعلی امیری معاون پارلمانی رئیس‌جمهور با اشاره به «از حد نصاب افتادن امضاها» و شائبه متقاضی‌شدن برخی نمایندگان انصراف‌دهنده، گفت که طرح سؤال از رئیس‌جمهور «غیرقانونی» است. ساعتی بعد از انتشار اظهارات امیری بهروز نعمتی سخنگوی هیئت‌رئیسه مجلس با اشاره به بررسی و بازشماری اسامی نمایندگان متقاضی سؤال از رئیس‌جمهوری و امضاهای آن‌ها، سؤال از رئیس‌جمهوری را «کاملاً شفاف و قانونی» دانسته و گفت که حد نصاب امضاها توسط رئیس مجلس احراز شده‌است.

### نتیجه
در نهایت در روز سه شنبه ششم شهریور جلسه علنی مجلس شورای اسلامی به ریاست علی لاریجانی و با دستور سؤال از رئیس‌جمهور برگزار شد. سؤال ۸۲ نماینده از رئیس‌جمهور دربارهٔ پنج محور یادشده، مطرح شد. بعد از اظهارات نمایندگان سؤال کننده و پاسخ‌های رئیس‌جمهور پنج سؤال نمایندگان از رئیس‌جمهور در جلسه علنی سه‌شنبه مجلس به رای گذاشته شد که نمایندگان از پنج سؤال خود در مورد وضعیت اقتصادی و کاهش شدید ارزش ریال، تنها دربارهٔ پرسش مربوط به تحریم‌های بانکی قانع شدند و پاسخ‌های حسن روحانی، دربارهٔ چهار سؤال دیگر را قانع‌کننده ندانستند. پس از این جلسه مجتبی ذوالنور یکی از سؤال کنندگان از رئیس‌جمهور گفت که تعدادی از متقاضیان سؤال از رئیس‌جمهور جلسه‌ای با نمایندگان حقوق‌دان مجلس خواهند داشت تا بررسی شود که عملکرد رئیس‌جمهور در مورد چهار سؤالی که نمایندگان از پاسخ‌های روحانی به آن قانع نشدند، چگونه بوده‌است که اگر این عملکرد مبتنی بر نقض قانون باشد سؤال به قوه قضاییه ارجاع می‌شود؛ و اگر نقض قانون صورت نگرفته باشد دلیلی برای ارجاع وجود ندارد. پس از سؤال از محمود احمدی‌نژاد در اسفند ۱۳۹۰ این دومین بار در تاریخ جمهوری اسلامی ایران بود، که رئیس‌جمهوری مورد سؤال مجلس شورای اسلامی قرار می‌گرفت.
| طرح سؤال از حسن روحانی                                  | آراء موافق | آراء مخالف | آراء ممتنع | اقناع مجلس |
| ------------------------------------------------------- | ---------- | ---------- | ---------- | ---------- |
| عدم موفقیت دولت در کنترل قاچاق کالا و ارز               | ۱۲۳        | ۱۳۸        | ۶          | نه         |
| استمرار تحریم‌های بانکی                                  | ۱۳۷        | ۱۳۰        | ۳          | آری        |
| عدم اقدام شایسته دولت درباره کاهش نرخ بیکاری            | ۷۴         | ۱۹۰        | ۸          | نه         |
| رکود اقتصادی شدید چندین ساله                            | ۱۱۶        | ۱۵۰        | ۶          | نه         |
| افزایش شتابان نرخ ارز‌های خارجی و کاهش شدید ارزش پول ملی | ۶۸         | ۱۹۶        | ۸          | نه         |

## دومین سؤال

### زمینه
طرح دومین سؤال نمایندگان مجلس از حسن روحانی در تاریخ ۱۵ تیر ۱۳۹۹ و در مجلس یازدهم با امضای ۲۰۰ نماینده به هیئت رییسه مجلس تقدیم شد. نابسامانیهای اقتصادی در بازار ارز، مسکن، خودرو، عدم توجه دولت به بخش تولید، انحراف در هزینه کرد ارز ۴۲۰۰ تومانی و همچنین اشتباهات دستگاه سیاست خارجی در برجام از سوالات این طرح محسوب میشوند. 